# Jackson County (Kansas)
Jackson County is een county in de Amerikaanse staat Kansas.
De county heeft een landoppervlakte van 1.698 km² en telt 12.657 inwoners (volkstelling 2000). De hoofdplaats is Holton.